# هه نینگ
هه نینگ (به انگلیسی: He Ning) ژیمناست زادهٔ ۱۳ نوامبر ۱۹۹۰ میلادی اهل کشور چین است.